# Irrfan Khan
Sahabzade Irrfan Ali Khan (hindi: इरफ़ान ख़ान), mest känd som Irrfan Khan, född 7 januari 1967 i Tonk, Rajasthan, död 29 april 2020 i Bombay, Maharashtra, var en indisk skådespelare.
Irrfan Khan hade en lång karriär i Bollywood och fick genom sin medverkan i filmer som Slumdog Millionaire, A Mighty Heart, The Darjeeling Limited och The Amazing Spider-Man även ett internationellt genombrott. Under 2010 medverkade han i TV-serien In Treatment.
Khan dog 2020, vid 53 års ålder, till följd av cancer.

## Filmografi i urval
- 2001 – Krigaren
- 2006 – Sainikudu
- 2006 – The Namesake
- 2007 – A Mighty Heart
- 2007 – The Darjeeling Limited
- 2008 – Slumdog Millionaire
- 2008 – New York, I love you
- 2009 – New York
- 2010 – In Treatment (TV-serie)
- 2012 – The Amazing Spider-Man
- 2012 – Berättelsen om Pi
- 2013 – The Lunchbox
- 2015 – Jurassic World
- 2016 – Inferno